# جیمی پیج
جیمز پاتریک پیج (انگلیسی: James Patrick Page؛ زادهٔ ۹ ژانویه ۱۹۴۴) موسیقی‌دان انگلیسی است که به‌عنوان گیتاریست و بنیان‌گذار گروه راک لد زپلین به شهرت جهانی رسید. پیج فعالیت خود را از سال ۱۹۵۷ به عنوان گیتاریست و خواننده و ترانه‌سرا آغاز کرد. در نیمه اول دهه شصت میلادی او به عنوان گیتاریست بسیار موفق استودیویی برای هنرمندان بسیاری نوازندگی کرد و در ساخت آلبوم‌های بسیاری شرکت داشت، سپس به مدت ۲ سال (۱۹۶۶–۱۹۶۸) برای گروه دِ یاردبِردز نوازندگی کرد و بالاخره در سال ۱۹۶۸ به همراه رابرت پلنت، جان پال جونز و جان بونام گروه لد زپلین را تشکیل داد.
از جیمی پیج به عنوان یکی از تأثیرگذارترین و مهم‌ترین گیتاریست‌ها و ترانه‌سرایان و تهیه‌کنندگان تاریخ موسیقی یاد می‌شود از دید متخصصین موسیقی مجموعه مشهور رادیویی نقد و بررسی موسیقی chop shop در لیست کامل‌ترین گیتاریست‌های تاریخ جیمی پیج در مقام اول قرار دارد. شرکت گیپسون پیج را دومین گیتاریست برتر تاریخ می‌داند و مجله رولینگ استون در سال ۲۰۰۳ و در رده‌بندی ۱۰۰ گیتاریست برتر تمامی دوران، جایگاه سوم را به جیمی پیج اختصاص داد. او در سال ۱۹۹۲ به عنوان عضوی از گروه دِ یاردبِردز و در سال ۱۹۹۵ به عنوان یکی از اعضای لد زپلین به تالار مشاهیر راک اند رول راه یافته است. از جیمی پیج به خاطر خلق موسیقی هوی متال توسط پاور ریف‌های انقلابی، به عنوان خداوند ریف و "the pontiff of power riffing" یاد شده است.
در سال ۲۰۱۴ کالج موسیقی برکلی آمریکا، بزرگ‌ترین کالج مستقل موسیقی در جهان، به جیمی پیج دکترای افتخاری موسیقی اهدا کرد. کالج برکلی او را یکی از همه فن حریف‌ترین گیتاریست‌های تاریخ نامید که با ساخت آثار آکوستیک تا قطعات استاندارد هارد راک و با میزان سازی‌های نو و نامتعارف و استفاده خلاقانه از افکت‌های الکترونیکی و رویکردی نو به تولید، موسیقی راک را به سطحی بالاتر ارتقا داد. جیمی پیج در سال ۲۰۰۸ نیز از دانشگاه Surrey ساری انگلستان به اخذ درجه دکترای افتخاری موسیقی مفتخر شده بود.
گیتاریست‌های نامداری همچونآس فرلی، جو ساتریانی، جان فروسیانته، جیمز هتفیلد، کرک همت، زاک وایلد، ینگوی مالمستین، ریچی بلکمور، جو پری، ریچی سامبورا، آنگوس یانگ، اسلش، دیو ماستین، مایک مک‌کریدی، جری کانترل، استون مارس، پل استنلی، الکس لایفسون و دن هاوکینز تحت تأثیر و نفوذ او بوده‌اند.